# هکلبرگ (آلاباما)
هکلبرگ (به انگلیسی: Hackleburg) شهری در شهرستان ماریون ایالت آلاباما است که مساحت آن ۳۹٫۵۹ کیلومتر مربع است و در سرشماری سال ۲۰۱۰ میلادی، ۱٬۵۱۶ نفر جمعیت داشته و تراکم جمعیتی آن، ۳۸٫۲۹ نفر در هر کیلومتر مربع بوده است.